# Tour Gualtieri
La tour Gualtieri ( en italien : Torredei Gualtieri, plus proprement appelée Mastio della Rocca et plus populairement connue sous le nom de Torrione)  s'élève dans le quartier Paese Alto (it) dans la vieille ville de San Benedetto del Tronto, province d'Ascoli Piceno dans les Marches,.
Elle est située sur la Piazza Giuseppe Sacconi à quelques mètres de l'église abbatiale de San Benedetto Martire et de l'évêché du diocèse de San Benedetto del Tronto-Ripatransone-Montalto ; c'est le symbole et le point de référence de la ville.

## Historique
Datant du XIIIe siècle, elle présente un plan hexagonal allongé en forme de navire avec sa proue vers la mer, sa poupe vers l'ouest et s'élève à une hauteur d'environ 20 m. L'intérieur de la tour est divisé en quatre étages, chacun étant couvert par une voûte en berceau. Au premier étage il y a l'entrée, au deuxième étage il y a une poterne sous l'horloge qui était l'accès original à la tour, située à une hauteur de 6,10 m du sol. Au troisième étage se trouve le mécanisme de l'horloge fabriquée en 1906 par la société Cesare Fontana de Milan, au quatrième étage une terrasse dans laquelle se trouvent deux cloches de 1853.
La technique de sa construction visait à esquiver les coups frontaux de l'attaquant, en se déplaçant le long des pavois inclinés, créés après l'invention de la poudre à canon. 
L'horloge a été installée à la fin du XVIIIe siècle lorsque, à la suite des travaux d'agrandissement de l'église de San Benedetto Martire, elle a été récupérée et placée dans la tour.
En 1901, elle fut restaurée par Giuseppe Sacconi. A cette occasion, les barbacanes furent consolidées, les mâchicoulis et les créneaux furent reconstruits et un clocher disgracieux érigé au sommet plus tard fut supprimé.

## Galerie

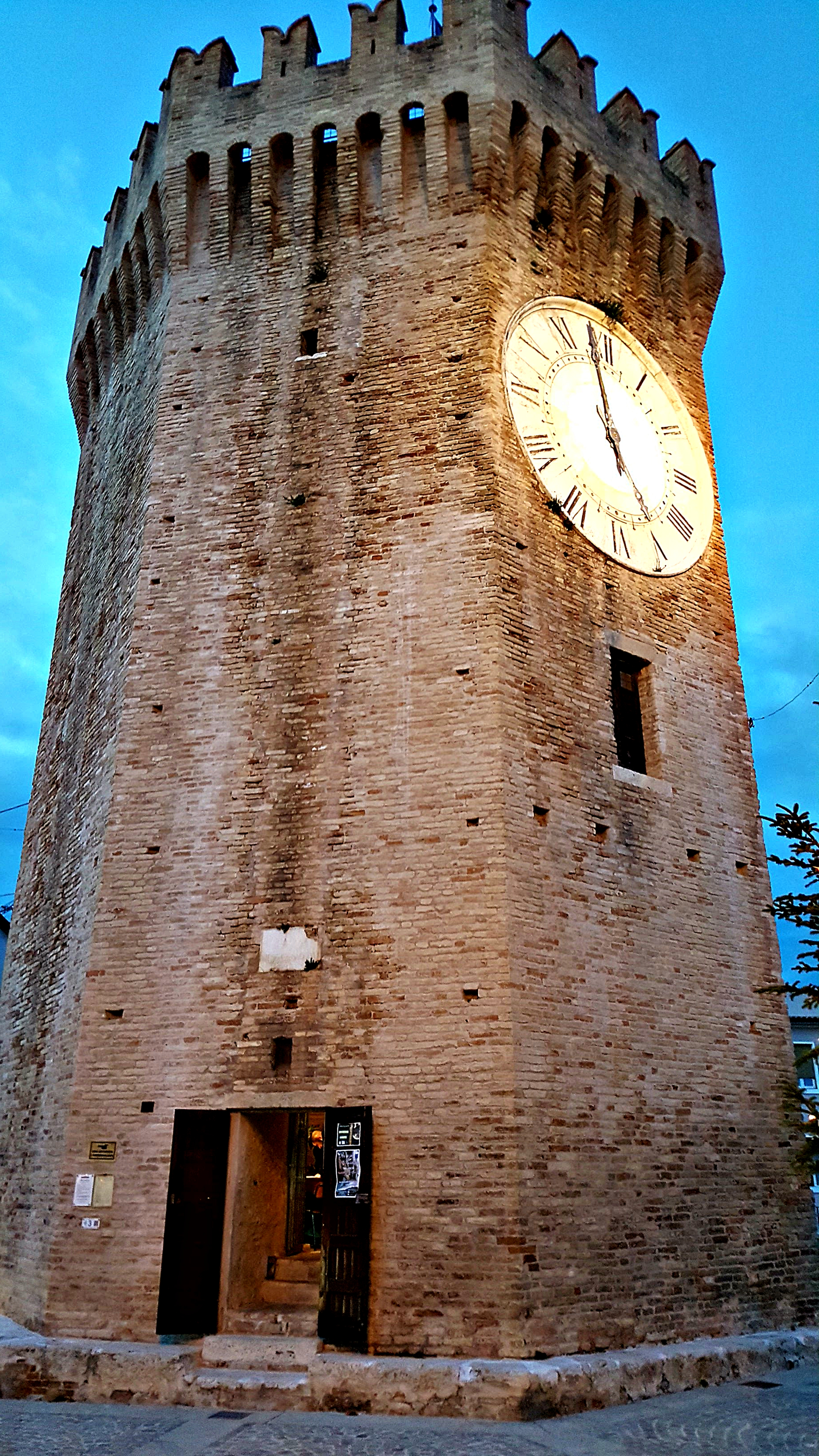
La façade de l'entrée de la tour
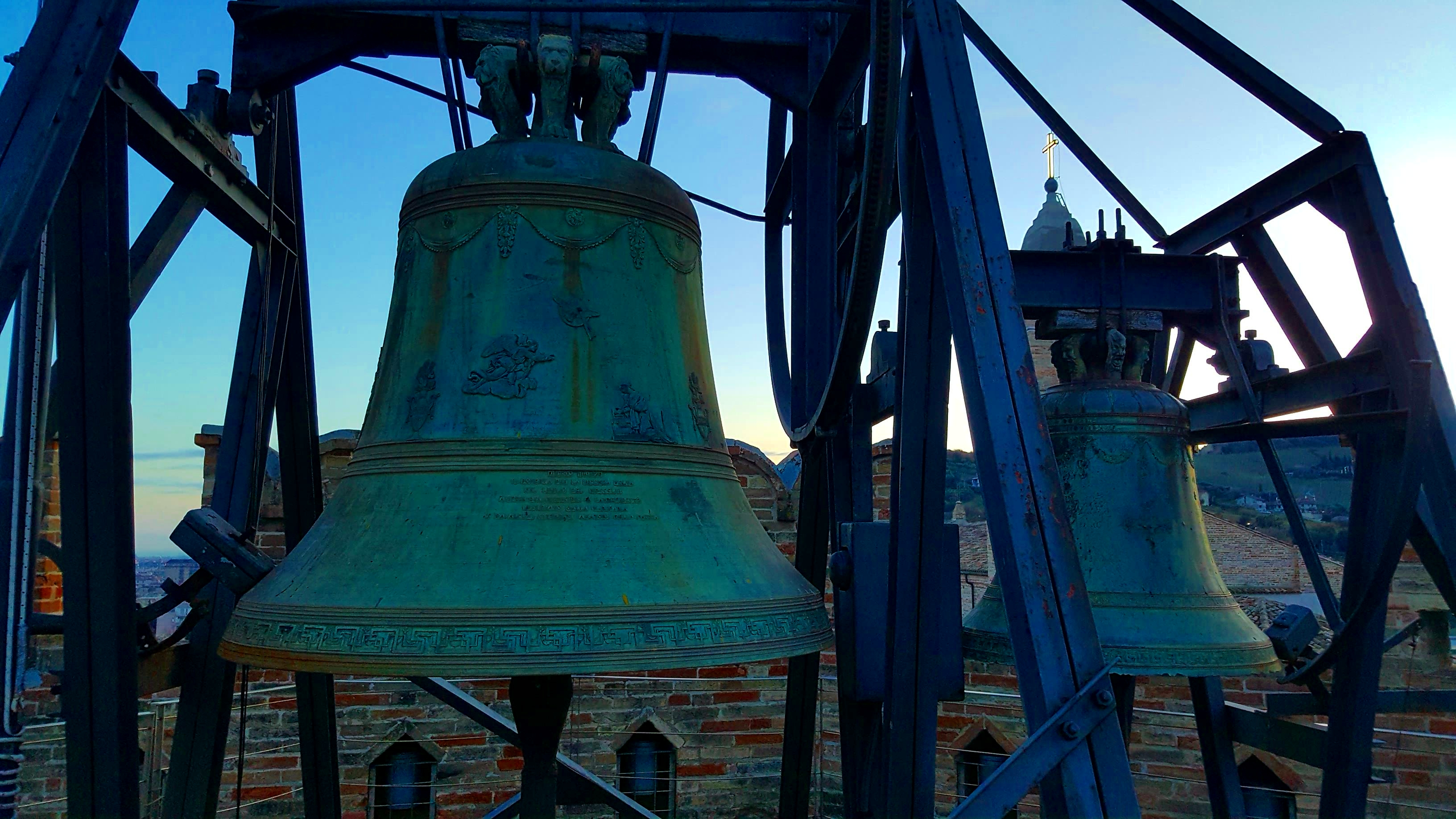
Les cloches de la tour
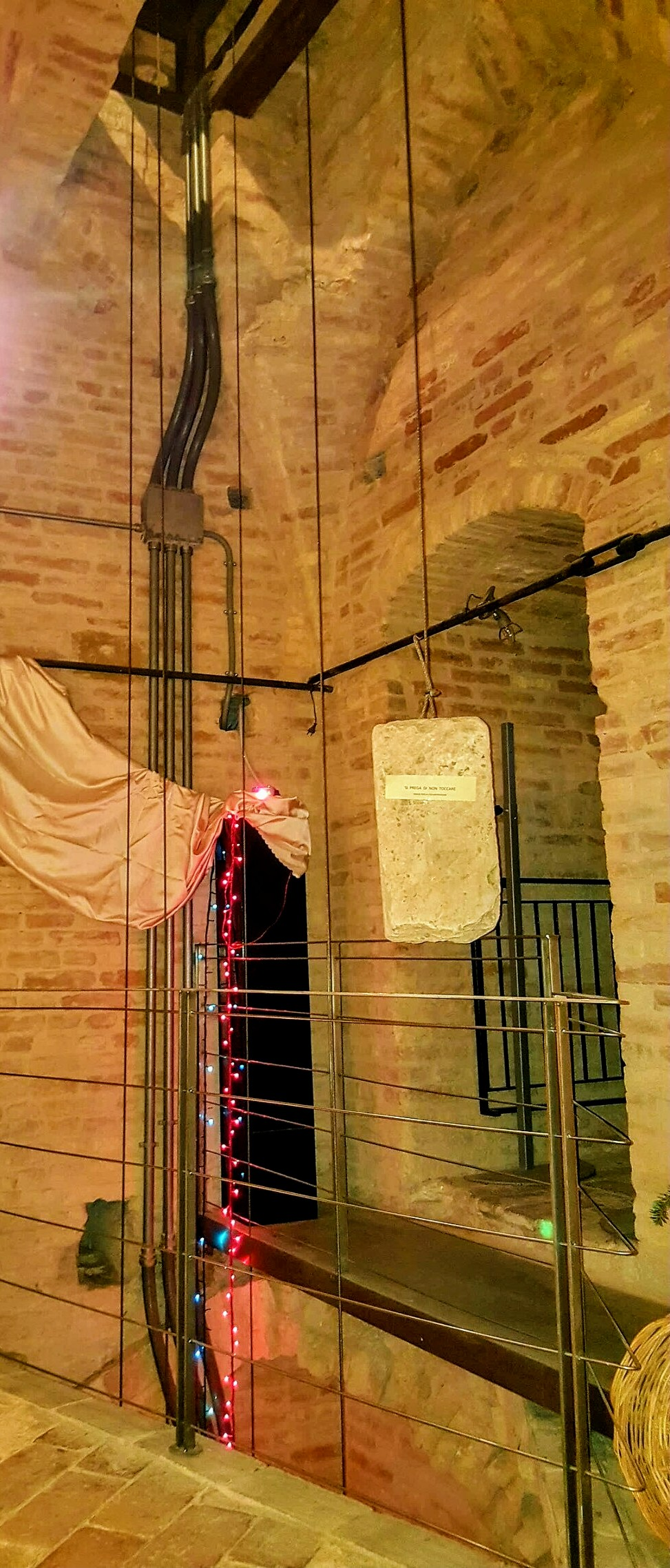
Un aperçu de l'intérieur
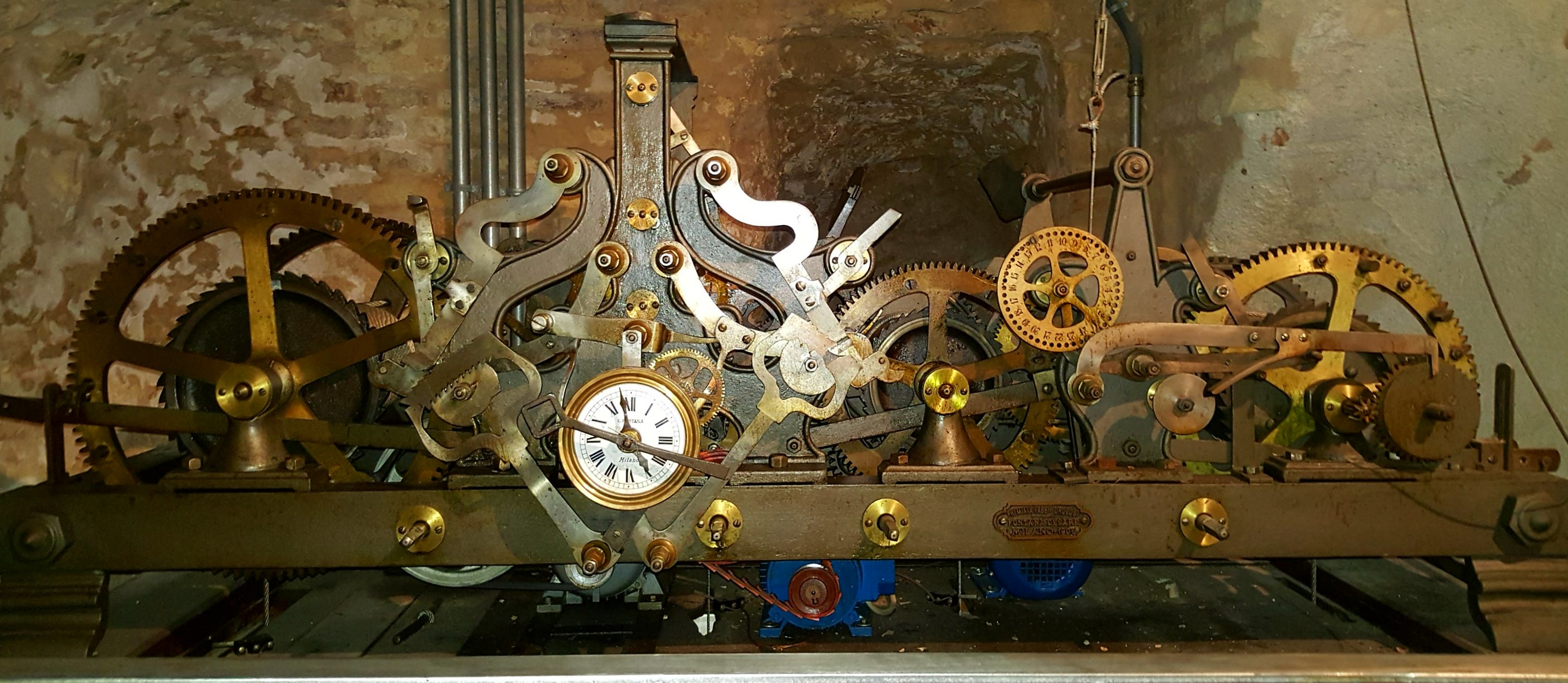
Le mécanisme de l'horloge